# Blastobasis xylophaga
Blastobasis xylophaga é uma espécie de mariposa do gênero Blastobasis pertencente à família Coleophoridae.